# Iepure de California

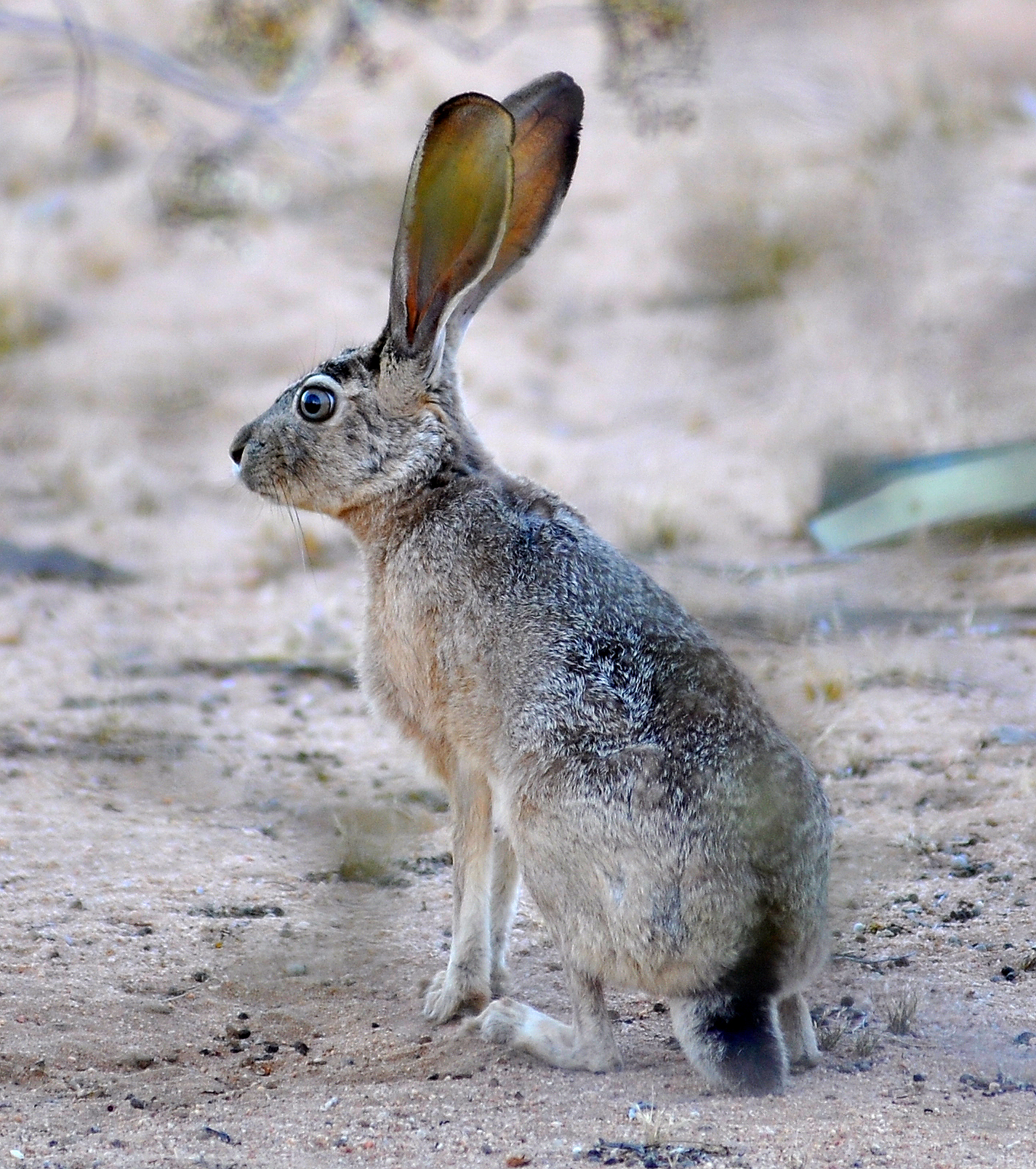
Iepure de California șezând

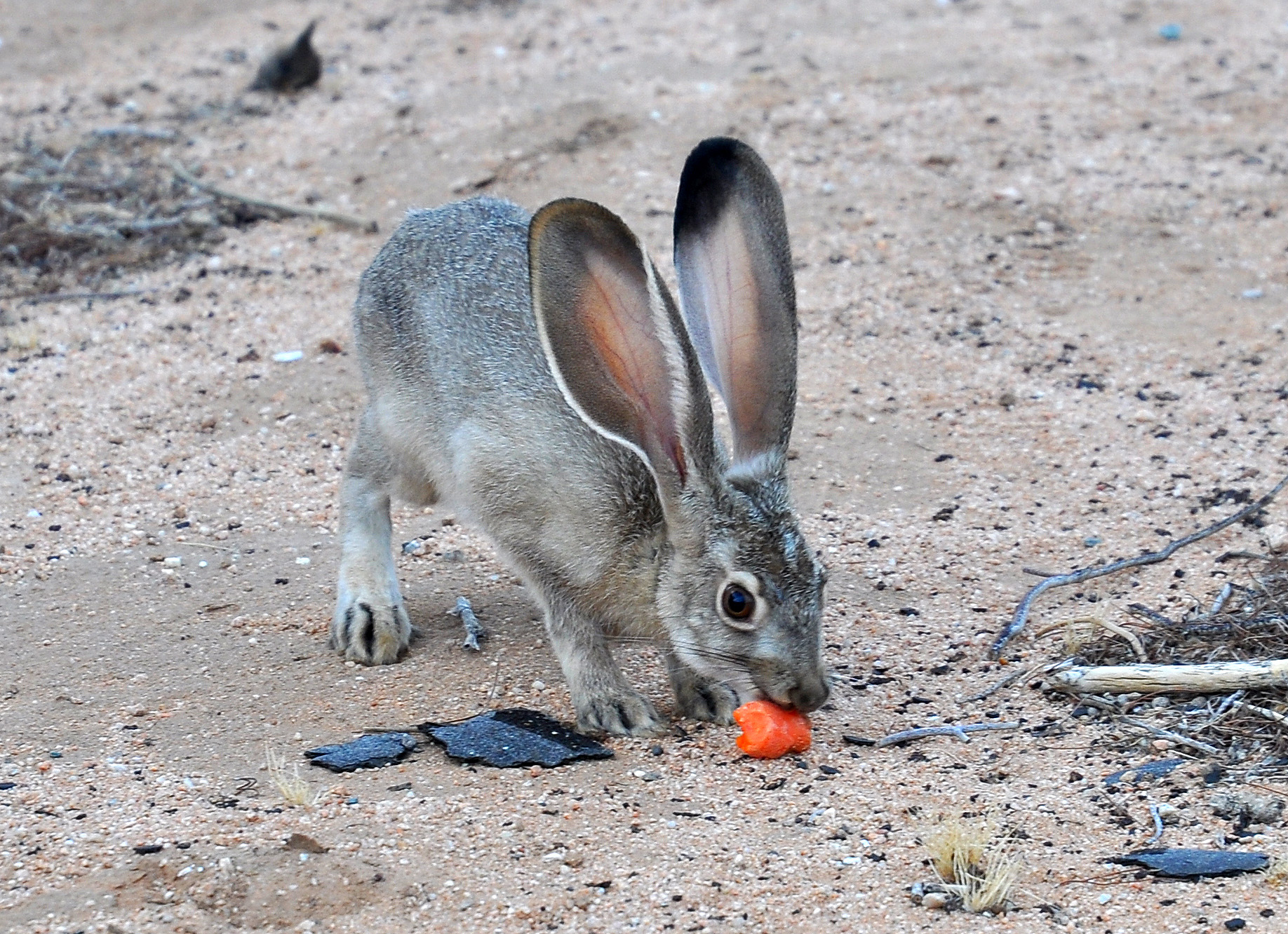
Iepure de California juvenil mâncând un morcov în California, în Deșertul Mojave

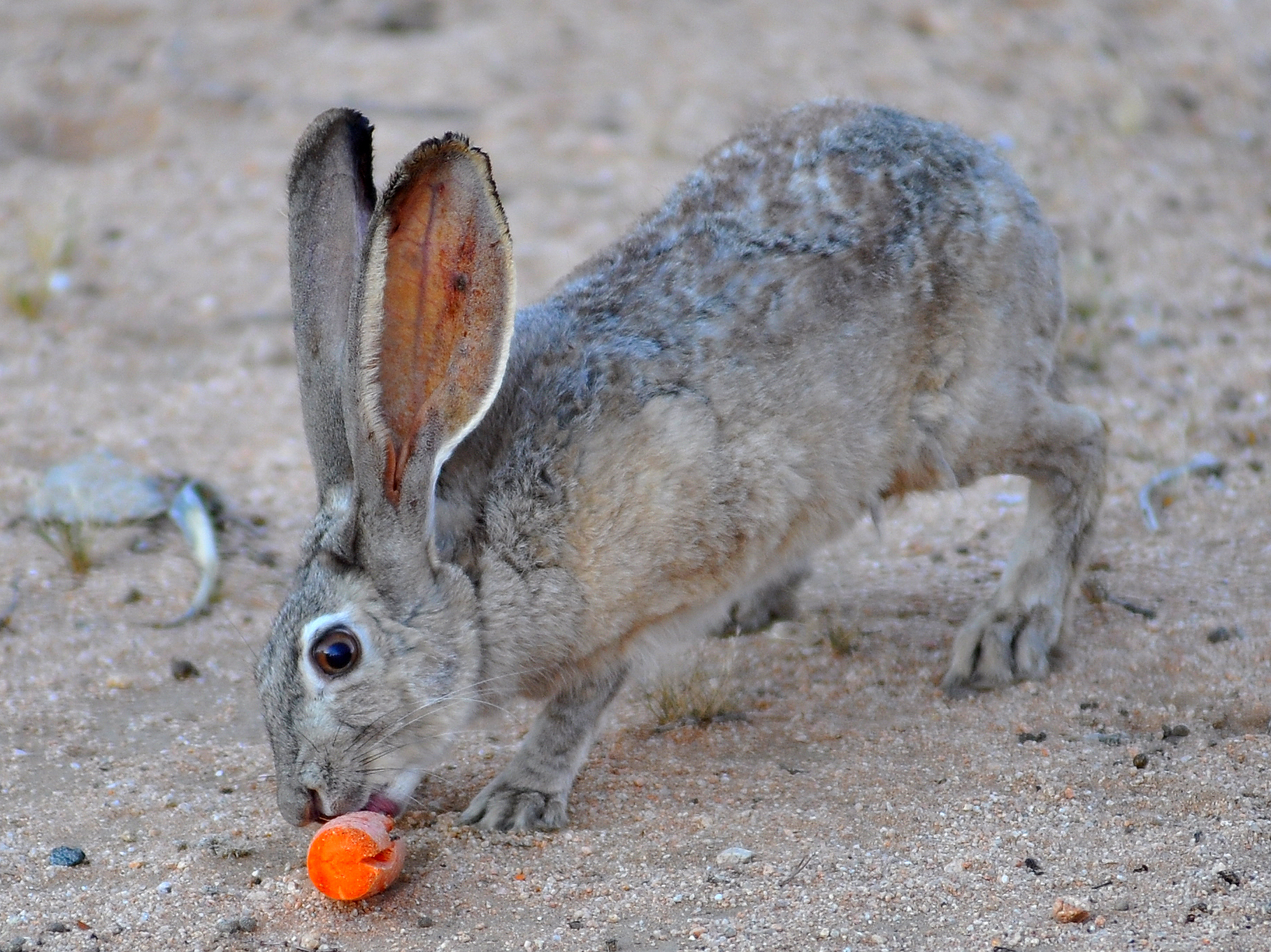
Iepure de California adult mai în vârstă mâncând

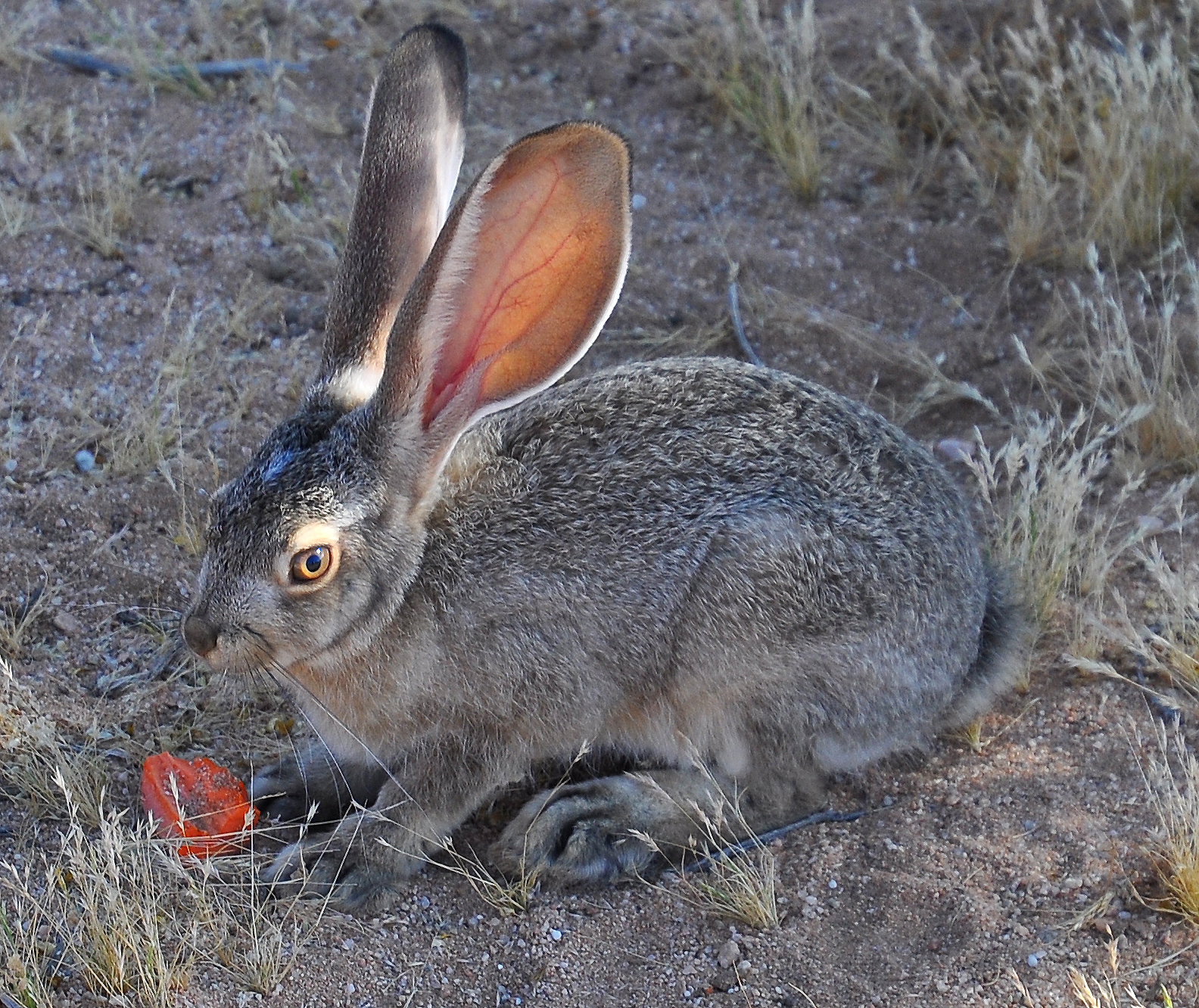
Un iepure de California adolescent în Deșertul Mojave, California

Iepurele de California (Lepus californicus), numit și iepure-măgar californian sau iepure cu coadă neagră, este un iepure propriu-zis comun din Vestul Statelor Unite și Mexic, unde se găsește de la nivelul mări până la altitudini de cel mult 3.000 m. Atingând o lungime de în jur de 61 cm și o greutate de 1,4 până la 2,7 kg, iepurele de California este unul dintre cei mai mari iepuri propriu-ziși. Iepurii de California ocupă terenuri mixte între zone arbustive și pajiști. Reproducerea lor variază în funcție de locație; de obicei atinge apogeul în primăvară, dar în zonele cu climat cald poate continua de-a lungul întregului an. Puii se nasc cu strat complet de blană și cu ochii deschiși; sunt bine-camuflați și se pot deplasa începând de la câteva minute de la naștere, așa că femelele nu protejează și nici măcar nu stau cu puii exceptând în timpul alăptării. Rândul de pui⁠(en)[traduceți] mediu constă în în jur de patru pui, însă poate consta în până la cel puțin doi și în până la cel mult șapte în regiunile calde.
Iepurele de California nu migrează sau hibernează în timpul iernii și folosește același habitat de 1 până la 3,1 km² pe durata întregului an. Dieta sa este alcătuită din diverși arbuști, copaci mici, graminee și plante erbacee negraminoide cu flori⁠(en)[traduceți]. Arbuștii constituie în general grosul dietelor de toamnă și iarnă, pe când gramineele și plantele erbacee negraminoide cu flori sunt folosite în primăvară și în vara timpurie, însă tiparul și speciile de plante variază în funcție de climat. Iepurele de California este o importantă specie pradă pentru păsări răpitoare și mamifere carnivore, precum vulturi, ulii, bufnițe, coioți, vulpi și felide sălbatice. Iepurii găzduiesc mulți ectoparaziți printre care se numără purici, căpușe, păduchi și acarieni; din acest motiv, vânătorii evită adeseori să îi colecteze.

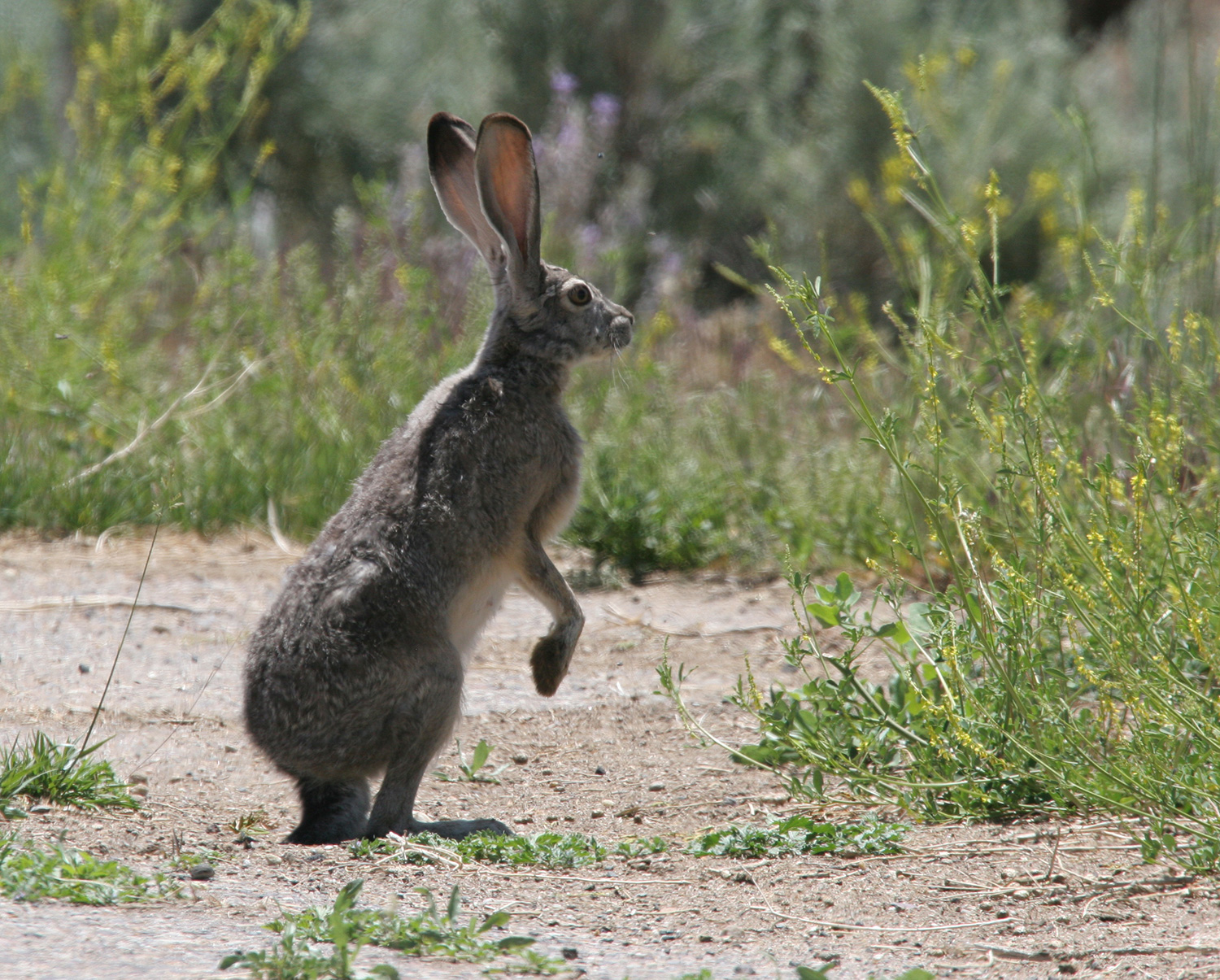
Postură tipică pentru atunci când este în alertă

## Descriere
Precum alți iepuri-măgari, iepurele de California are urechi distinctive lungi și picioarele posterioare puternice și lungi caracteristice iepurilor propriu-ziși. Atingând o lungime de în jur de 61 cm și o greutate de 1,4 până la 2,7 kg, iepurele de California este al treilea cel mai mare iepure-măgar nord-american, după iepurele mare antilopă (Lepus alleni) și iepurele de prerie (Lepus townsendii). În plus, iepurele polar (Lepus arcticus) și iepurele arctic (Lepus othus), care se găsesc cu mult mai înspre nord, sunt oarecum mai mari decât membrii iepuri-măgari ai genului iepurilor propriu-ziși. Blana dorsală⁠(en)[traduceți] a iepurelui de California este de culoare aguti⁠(en)[traduceți] (bubalin închis presărat cu negru), iar părțile inferioare ale sale și părțile interioare ale picioarelor sale sunt albe-crem. Urechile au vârful negru pe suprafețele exterioare și nepigmentat înăuntru. Suprafața ventrală⁠(en)[traduceți] a cozii este de culoare cenușie până la albă, iar suprafața dorsală neagră a cozii continuă până la șira spinării vreme de câțiva țoli pentru a forma o dungă neagră, scurtă. Femelele sunt mai mari decât masculii, fără alte diferențe semnificative.

## Taxonomie și răspândire
Deși sunt recunoscute 17 subspecii, acest număr ar putea fi excesiv. Folosind analiza grupărilor asupra caracterelor anatomice, Dixon și alții au descoperit că subspeciile iepurelui de California s-au separat în două grupuri distincte ce sunt separate din punct de vedere geografic la vest și est de Munții Stâncoși din Colorado și de Fluviul Colorado. Au sugerat că sunt necesari doar doi taxoni inferiori: subspecia vestică L. c. californicus și subspecia estică L. c. texianus.
Iepurele de California este iepurele-măgar (specie din Lepus) răspândit la cel mai larg nivel din America de Nord. Populațiile native de iepuri de California se găsesc din Washingtonul central către est până în Missouri și către sud până în Baja California Sur și Zacatecas. Răspândirea iepurelui de California se extinde în prezent înspre est în Marile Câmpii în detrimentul iepurelui de prerie. Iepurele de California a fost introdus cu succes în sudul Floridei și de-a lungul liniei de coastă în Maryland, New Jersey și Virginia.
Există șase subspecii de L. californicus în Peninsula Baja California, dintre care trei sunt endemice în insulele înconjurătoare. Răspândirea actuală este o consecință a ridicării nivelului mării de acum în jur de 21.000 de ani, după ultimul maxim glacial. Din cauza acestei izolări geografice, subspeciile actuale ale speciei L. californicus care trăiesc pe peninsulă pot fi separate în trei subclade pe baza structurii similare a ADN-ului și a culorii blănii. Prima cladă este asociată cu subspecia L. c. xanti și conține toate subspeciile găsite în cea mai sudică parte a Peninsulei Baja; are un model gălbeniu al culorii. A doua cladă este asociată cu subspecia L. c. magdalenae și include toate subspeciile găsite între istmul La Paz și sudul Deșertului Vixcaino, incluzând subspeciile L. c. xanti, L. c. sheldoni și L. c. martirensis. Această cladă are un model al coloritului ce variază de la brun deschis până la galben. A treia cladă este asociată cu L. c. martirensis și include toate subspeciile găsite începând de la Deșertul Viscaino până la cea mai nordică parte a peninsulei.
Răspândirea subspeciilor ce se întâlnesc în întregime sau parțial în Statele Unite este:
- L. c. altamirae (Nelson); acum recunoscută ca specie distinctă[14][15]
- L. c. asellus (G. S. Miller)
- L. c. bennettii (Gray) – California costală de sud până la Baja California Norte
- L. c. californicus (Gray) – Oregonul costal până la zona costală a Văii Centrale din California
- L. c. curti (E. R. Hall)
- L. c. deserticola (Mearns) – Idahoul de sud până la Sonora
- L. c. ememicus (J. A. Allen) – Arizona centrală până la Sonora
- L. c. festinus (Nelson)
- L. c. magdalenae (Nelson)
- L. c. martirensis (J. M. Stowell)
- L. c. melanotis (Mearns) – Dakota de Sud până la Iowa, Missouri și Texasul central
- L. c. merriamai (Mearns) – Texasul sud-central și sud-estic până la Tamaulipas
- L. c. richardsonii (Bachman) – California centrală
- L. c. sheldoni (W. H. Burt)
- L. c. texianus⁠(en)[traduceți] (Waterhouse) – Utahul de sud-est și Coloradoul de sud-vest până la Zacatecas
- L. c. wallawalla (Merriam) – Washingtonul de est până la California de nord-est și Nevada de nord-vest
- L. c. xanti (Thomas)

## Comunități de plante
Iepurele de California ocupă comunități de plante cu un amestec de arbuști, graminee și plante erbacee negraminoide cu flori⁠(en)[traduceți]. Mozaicuri de arbuști cu ierburi sunt preferate în detrimentul grupurilor pure de arbuști sau ierburi. Populații de iepuri de California sunt comune printre Artemisia spp., Larrea tridentata⁠(en)[traduceți], și în alte zone arbustive⁠(en)[traduceți] deșertice; în prerii cu iarbă mixtă, cu iarbă scurtă și cea din regiunea Palouse⁠(en)[traduceți]; în pajiști deșertice; în regiuni de chaparral⁠(en)[traduceți] cu coronament deschis; în zone cu stejari (Quercus spp.), în zone împădurite⁠(en)[traduceți] cu pini de tip „pinyon ”⁠(en)[traduceți] și cu ienupăr⁠(en)[traduceți] (Pinus-Juniperus spp.); și în printre primele păduri de conifere seriale⁠(en)[traduceți] (succedând-o una pe alta) situate la altitudine joasă până la medie. Iepurele este de asemenea comun pe și lângă terenuri cultivate, mai ales câmpuri de lucernă (Medicago sativa).

## Stil de viață
Iepurii de California masculi ating maturitatea sexuală la vârsta de în jur de 7 luni. Femelele se reproduc în general în primăvara din cel de-al doilea an de viață, însă femelele născute primăvara sau vara devreme se pot reproduce în primul lor an. Ovulația este indusă de copulație⁠(en)[traduceți]. Sezonul de reproducere este variabil în funcție de latitudine și factorii mediului înconjurător. În partea nordică a arealului lor din Idaho, iepurii de California se reproduc din februarie până în mai. În Utah se reproduc din ianuarie până în iulie, peste 75 % dintre femele fiind gravide până în aprilie. Sezonul de reproducere din Kansas se extinde din ianuarie până în august. Înmulțirea în zonele cu climat cald continuă aproape de-a lungul întregului an. În California, Arizona și New Mexico au loc două sezoane de reproducere ce constituie apogeul și care corespund cu regularitatea precipitațiilor și creșterea vegetației tinere. În Arizona, de exemplu, reproducerea atinge apogeul în timpul ploilor de iarnă (ianuarie–martie) și din nou în timpul musonilor din iunie.
Perioada de gestație variază de la 41 până la 47 de zile. În zonele cu climat cald sunt născute mai multe rânduri de pui⁠(en)[traduceți]: numărul rândurilor de pui născute în fiecare an variază de la câte două pe an în Idaho până la câte șapte în Arizona. Numărul de pui al rândurilor este cel mai mare în porțiunile nordice ale arealului iepurelui de California și scade către sud. Numărul mediu de pui al rândului a fost raportat drept 4,9 în Idaho, 3,8 în Utah, și 2,2 în Arizona.
Iepurii de California femele nu pregătesc un cuib elaborat. Nasc în excavații puțin adânci ce nu au mai mult de câțiva centimetri adâncime. Femelele pot căptuși excavațiile cu păr înainte de a naște, dar unele fată rândurile de pui pur și simplu în depresiuni deja existente de pe sol fără alte pregătiri. Puii se nasc cu strat complet de blană și cu ochii deschiși, și se pot deplasa începând de la câteva minute după naștere. Femela nu protejează sau chiar stă cu puii, exceptând atunci când îi alăptează. Vârstele înțărcării și plecării sunt neclare, căci juvenilii sunt bine camuflați și rareori observați pe teren. Până la vârsta de 8 săptămâni, iepurii de California captivi sunt complet înțărcați. Juvenilii rămân împreună vreme de cel puțin o săptămână după ce părăsesc excavația.

## Habitat preferat

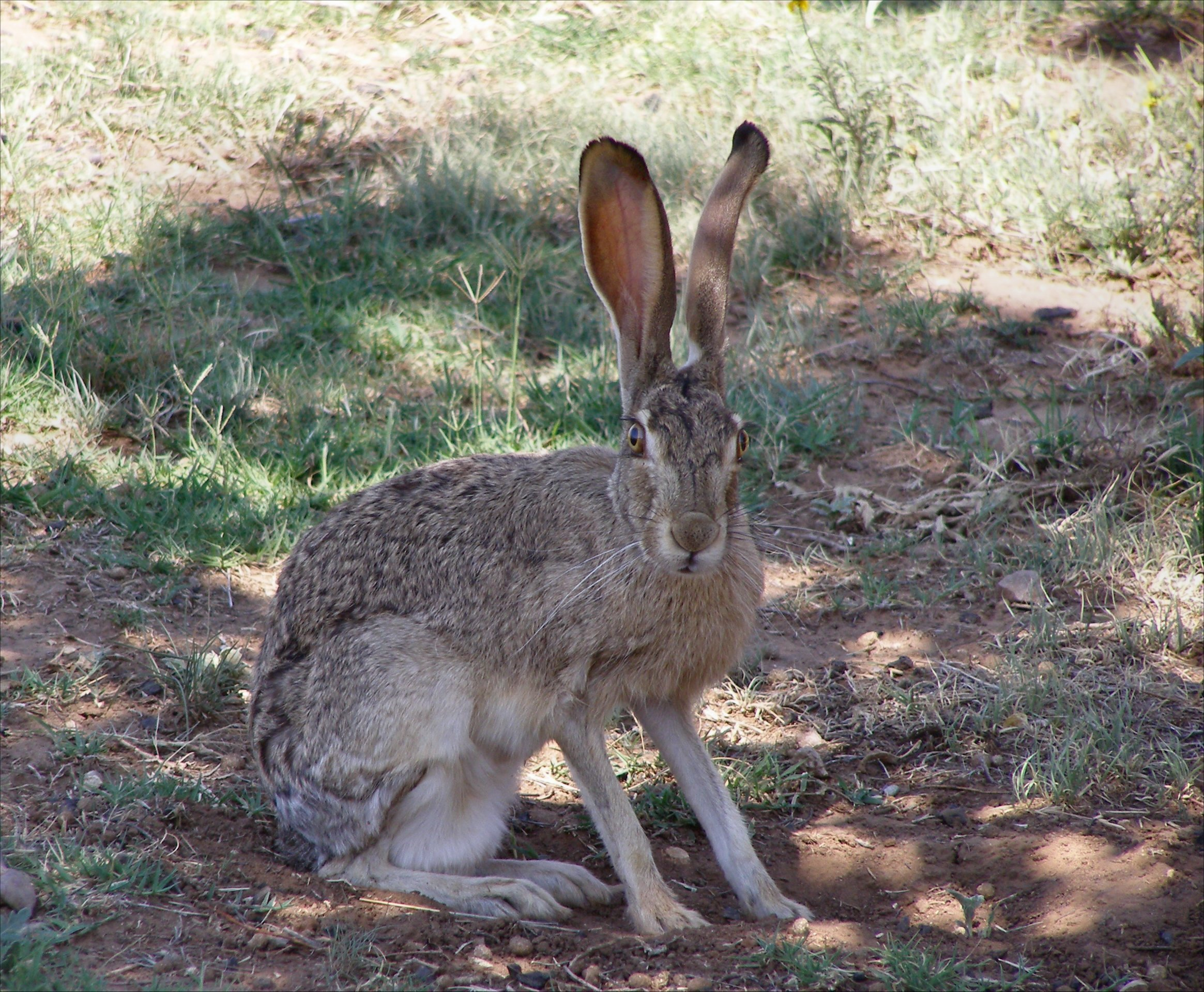
Iepure de California în Texas, răcorindu-se la umbră în timpul unei zile toride de vară

Iepurele de California poate ocupa o gamă largă de habitate câtă vreme există diversitate în speciile de plante. Are nevoie de graminee mixte, plante erbacee negraminoide cu flori și arbuști pentru hrană, și de arbuști sau copaci mici pentru covor vegetal. Preferă zone deschise moderat fără subarboret des crescut și este arareori găsit în habitate cu coronament închis. De exemplu, în California, iepurii de California sunt din belșug în regiuni deschise de chaparral⁠(en)[traduceți] cu Ademostoma fasciculatum⁠(en)[traduceți] și Ceanothus⁠(en)[traduceți] spp. și cu graminee intercalate, însă nu ocupă regiuni de chaparral cu coronament închis. În mod similar, iepurele de California ocupă tăieturi rase⁠(en)[traduceți] și printre primele păduri de conifere seriale⁠(en)[traduceți], însă nu păduri de conifere cu coronament închis.
Iepurii de California nu migrează sau hibernează în timpul iernii; același habitat este folosit de-a lungul întregului an. Ziua au loc deplasări diurne pe distanțe de 3 până la 16 km de la covor vegetal format din arbuști până la zone deschise în timpul nopții folosite de iepure pentru a se hrăni. Suprafața domeniilor vitale variază în funcție de habitat și calitatea habitatului. Au fost raportate suprafețe ale domeniilor vitale de 1–3,1 km² în zone cu comunități mari de plante din speciile Artemisia tridentata⁠(en)[traduceți] și Sarcobatus vermiculatus⁠(en)[traduceți] din nordul Utahului.
Iepurii de California au nevoie de arbuști sau conifere mici pentru a se putea ascunde, pentru a își face cuibul și pentru adăpost termal, și de zone ierboase pe care să le folosească noaptea pentru a se hrăni. Un mozaic de zonă arbustivă cu pajiște sau arbuști foarte răsfirați cu ierburi intercalate oferă covor vegetal bun ca ascunziș și în același timp oportunități de hrănire. Arbuștii mici nu oferă un bun covor vegetal. În Snake River Birds of Prey Study Area⁠(en)[traduceți] din sud-vestul Idahoului, iepurii de California erau mai frecvenți în locații dominate de A. tridentata sau S. vermiculatus decât în locații dominate de mai micii arbuști din specia Krascheninnikovia lanata⁠(en)[traduceți] sau Atriplex confertifolia⁠(en)[traduceți]. Iepurii de California nu folosesc în mod regulat galerii, însă ocazional au fost observați folosind galerii abandonate pentru a scăpa de pericole și ca adăpost termal.

## Obiceiuri alimentare
Dieta iepurelui de California este compusă din arbuști, copaci mici, graminee și plante erbacee negraminoide cu flori⁠(en)[traduceți]. Pe parcursul unui an, iepurii de California se hrănesc cu majoritatea, dacă nu toate speciile importante de plante dintr-o comunitate. Stadiul de creștere și conținutul de apă ale plantelor pot influența selecția mai mult decât specia. Arbuștii constituie în general grosul dietelor de toamnă și iarnă, pe când gramineele și plantele erbacee negraminoide cu flori sunt folosite în primăvară și în vara timpurie. Acest tipar variază odată cu climatul: plantele erbacee sunt păscute în perioadele în care crește vegetația nouă pe când plantele sunt în stadiu prereproductiv spre reproductiv timpuriu, iar arbuștii sunt folosiți mai mult în sezoanele secetoase. Totuși, arbuștii sunt căutați pe parcursul întregului an. Majoritatea apei pe care o necesită iepurele de California este asigurată prin consumul de vegetație bogată în apă. Iepurii au nevoie ca masa de apă a unei plante să fie de cel puțin cinci ori cât masa uscată a acesteia pentru a își satisface doza zilnică necesară de apă. De aceea, iepurii de California trec pe arbuști freatofiți⁠(en)[traduceți] (adânc înrădăcinați) atunci când vegetația erbacee se recuperează de pe urma consumării sale de către iepuri.
Speciile de plante folosite de iepurii de California sunt bine consemnate pentru regiunile deșertice. Plantele folosite ca hrană în alte regiuni sunt mai puțin cunoscute. În orice caz, iepurii de California caută răsaduri⁠(en)[traduceți] de duglas (Pseudotsuga menziesii), pin galben (Pinus ponderosa), Pinus contorta⁠(en)[traduceți] și Tsuga heterophylla⁠(en)[traduceți], și răsaduri și mlădițe de stejar (Quercus spp.).

### Marele Bazin
În Marele Bazin, Artemisia tridentata este o specie hrană fundamentală și este folosită de-a lungul întregului an; în sudul Idahoului aceasta alcătuiește 16–21 % din dieta de vară a iepurelui de California. Plante din specii ale genului Chrysothamnus, precum și plante din speciile Grayia spinosa⁠(en)[traduceți] și Sarcobatus vermiculatus, sunt de asemenea căutate. Atriplex canescens⁠(en)[traduceți] este folosită intensiv în vestul Nevadei. În Comitatul Butte, Idaho, plantele din genul Krascheninnikovia⁠(en)[traduceți] alcătuiesc 41 % din dieta anuală a iepurilor de California. Gramineele reprezintă 14 % din dietă, consumul de graminee atingând apogeul în martie și aprilie. Salsola kali⁠(en)[traduceți] este o specie de plantă erbacee negraminoidă cu flori importantă dietei. Eriocoma hymenoides⁠(en)[traduceți] și Hesperostipa comata⁠(en)[traduceți] sunt specii de graminee preferate. Printre alte specii de graminee native preferate se numără Poa secunda⁠(en)[traduceți] și Pseudoroegneria spicata⁠(en)[traduceți]. Unde sunt disponibile, Agropyron desertorum⁠(en)[traduceți], Agropyron cristatum⁠(en)[traduceți] și orzul (Hordeum vulgare) sunt preferate foarte mult. Uzul de Bromus tectorum⁠(en)[traduceți] este variabil: această specie constituie 45 % din dieta din aprilie în două zone din sudul Idahoului, însă iepurii de California dintr-o zonă din estul Washingtonului nu o folosesc.

### Deșerturi calde
În deșerturi calde, specii din genul Prosopis și specia Larrea tridentata⁠(en)[traduceți] sunt specii căutate în principal. Gutierrezia sarothrae⁠(en)[traduceți] și specii din genul Yucca sunt de asemenea folosite. În comunități de Prosopis glandulosa⁠(en)[traduceți] var. glandulosa din New Mexico, dieta per ansamblu a iepurelui de California era alcătuită din 47 % arbuști, 22 % graminee și 31 % plante erbacee negraminoide cu flori. Gramineele păscute cel mai frecvent sunt Bouteloua⁠(en)[traduceți] spp., Sporobolus⁠(en)[traduceți] spp., Erioneuron pulchellum⁠(en)[traduceți] și Aristida⁠(en)[traduceți] spp. Croton pottsii⁠(en)[traduceți], Solanum elaeagnifolium⁠(en)[traduceți], Baileya multiradiata⁠(en)[traduceți], Psilostrophe tagetina⁠(en)[traduceți] și Sphaeralcea⁠(en)[traduceți] spp. sunt plante erbacee negraminoide cu flori importante, însă multe specii de astfel de plante sunt păscute. Opuntia spp., Carnegiea gigantea⁠(en)[traduceți] și alți cactuși sunt folosiți pe parcursul întregului an, însă în sezoanele secetoase sunt deosebit de importanți ca surse de apă.

## Prădători
Iepurele de California este o importantă specie pradă pentru multe păsări răpitoare și mamifere carnivore. Iepurele de California și Urocitellus townsendii⁠(en)[traduceți] sunt cele mai importante două specii prăzi din Snake River Birds of Prey Study Area⁠(en)[traduceți]. Printre ulii ce vânează iepuri de California se numără Buteo regalis, Geranoaetus albicaudatus⁠(en)[traduceți], șorecarul lui Swainson⁠(en)[traduceți] (B. swainsoni) și șorecarul cu coadă roșie (B. jamaicensis). Iepurele de California este prada primară a șorecarului lui Swainson, șorecarului cu coadă roșie și B. regalis în zone din Idaho și Utah. Printre alte păsări răpitoare ce consumă iepuri de California se numără bufnița virginiană⁠(en)[traduceți] (Bubo virginianus), cucuveaua cu picioare lungi⁠(en)[traduceți] (Athene cunicularia), acvila de munte (Aquila chrysaetos) și vulturul de mare cu cap alb (Haliaeetus leucocephalus). Există o corelație semnificativă între tiparele reproductive ale acvilei de munte și iepurelui de California. În Colorado și sud-estul Wyomingului, iepurii de California constituie 9 % din dieta vulturilor de mare cu cap alb cuibăritori. Iepurii-măgari și iepurii cu coadă de bumbac (Sylvilagus spp.) împreună formează 9 % din dieta vulturilor de mare cu cap alb ce iernează în păduri naționale din Arizona și New Mexico.
Printre prădătorii mamiferi se numără coiotul (Canis latrans), râsul roșu (Lynx rufus), râsul canadian (Lynx canadensis), câinele domestic (Canis familiaris), pisica domestică (Felis catus), vulpea roșie (Vulpes vulpes), vulpea cenușie de câmp⁠(en)[traduceți] (Urocyon cinereoargenteus), bursucul american⁠(en)[traduceți] (Taxidea taxus), lupul (Canis lupus) și puma (Puma concolor). În multe zone, iepurele de California este alimentul primar din dietele coioților. Este important la nivel local și regional pentru alți prădători mamiferi. Un studiu a descoperit că iepurii-măgari alcătuiesc 45 % din dieta râsului roșu în Utah și Nevada. Un alt studiu asupra Utah–Nevada a descoperit că iepurii-măgari erau a patra cea mai consumată pradă de către pume.
Șerpi precum unele specii din genul Crotalus și specia Thamnophis sirtalis⁠(en)[traduceți] vânează iepuri de California juvenili. Ratonii (Procyon lotor) și sconcșii dungați (Mephitis mephitis) pot și ei să răpească juvenili.

## Paraziți și boli
Iepurele de California joacă rolul de gazdă pentru mulți ectoparaziți, printre care se numără purici, căpușe, păduchi și acarieni, și endoparaziți, printre care se numără trematode, cestode, nematode și larve de diptere din genul Cuterebra⁠(en)[traduceți]. Bolile ce afectează iepurele de California în Vest sunt tularemia, encefalita ecvină estică⁠(en)[traduceți], bruceloza, febra Q și febra pătată a Munților Stâncoși. Căpușele sunt vectori ai tularemiei, iar căpușe infectate au fost găsite în Vest pe iepuri. Iepurii infectați cu tularemia mor foarte repede.
Incidența ridicată de boli și paraziți la iepurii sălbatici afectează vânătoarea oamenilor. Mulți vânători nu vor colecta iepurii pe care îi împușcă, iar cei ce o fac sunt îndemnați să poarte mănuși în timp ce mânuiesc carcase și să gătească minuțios carnea pentru a evita să contacteze tularemia. Majoritatea vânătorii de iepuri de California are loc pentru menținerea sub control a dăunătorilor sau ca sport.